# Ardisia minutiflora
Ardisia minutiflora är en viveväxtart som beskrevs av Cyrus Longworth Lundell. Ardisia minutiflora ingår i släktet Ardisia och familjen viveväxter. Inga underarter finns listade i Catalogue of Life.